# Mistyka polska
Mistyka polska – nurt mistyki chrześcijańskiej, rozwijający się od XIII wieku na terenie Polski.
W polskiej mistyce można wyróżnić pięć okresów:
1. Od XIII do XVII w.
2. XVII w. ("złoty okres mistyki")
3. XVIII i pierwsza połowa XIX w.
4. Druga połowa XIX i początek XX wieku (do 1914 r.)
5. XX lecie międzywojenne (1912-1939 r.)

Badania historyczne nad mistyką obejmują mistykę przeżyciową oraz mistykę studyjną. 

## Charakterystyka
Polską mistykę można uszeregować według porządku mistyki przeżyciowej, która zajmuje się doświadczeniem mistycznym danej osoby oraz według porządku mistyki studyjnej, która ujmuje rzeczywistość zjednoczenia z Bogiem, a więc mówi o działaniu Boga i stanie wewnętrznym człowieka. O studyjnym ujęciu mistyki na ziemiach polskich można mówić dopiero od XIII wieku. 
O polskich mistykach XIII-XVI wieku możemy przeczytać w dziełach literackich m.in. biskupa chełmińskiego - Heidenryka (De diligendo Deo), dominikanina - Henryka Bitterfelda (De vita acivita et contemplativa), zakonnika krzyżackiego - Jana z Kwidzyna (Expositio symboli Apostolorum), cystersa i teologa - Jakuba z Paradyża (O teologii mistycznej). Wartość szczególną ma traktat Jana z Paradyża, który dotyczy bezpośrednio tematyki mistyki. Autor głosi w nim, że wszyscy ludzie bez różnicy stanu czy wieku, są powołani na drogę życia mistycznego. Jest to stanowisko całkowicie odmienne od poglądów panujących w późniejszej teologii XVII czy XVIII wieku.
W następnych wiekach tematyką mistyki polskiej zajmowali się: jezuici: Kasper Drużbicki, Tomasz Młodzianowski,; karmelici: Bonawentura od św. Stanisława, Stefan od św. Teresy, Mikołaj od Jezusa Maryi; a także: Chryzostom Dobrosielski, Stanisław Papczyński, Mikołaj z Mościsk. Do mistyki przeżyciowej tamtego okresu zaliczyć należy Teresę od Jezusa (Mariannę  Marchocką) i jej Autobiografię mistyczną, pierwszą polską autobiografię mistyczną.
W wieku XVIII i w pierwszej połowie XIX wieku tematykę mistyki podejmowali: Antoni Świrczyński, Paulin Wiązkiewicz, Florian Jarosiewisz, Franciszek Przyłęcki, Ignacy Wichert. Drugi "złoty okres polskiej mistyki" przypadł na drugą połowę XIX wieku i początek wieku XX. Przedstawicielami mistyki studyjnej i przeżyciowej tego okresu byli: 
- mistyka studyjna: ks. Piotr Semenenko, abp Zygmunt Feliński, bp Józef Sebastian Pelczar
- mistyka studyjno-przeżyciowa: Bogdan Jański, ks. Bronisław Markiewicz, o. Honorat Koźmiński,
- mistyka przeżyciowa: brat Albert (Adam Chmielowski), Wanda Malczewska, s. Kolumba Białecka, Eliza Cejzik, s. Marcelina Darowska

Okres XX lecia międzywojennego był także bardzo rozwojowy dla polskiej mistyki. W jej spekulatywnej odsłonie wyróżnić można następujące postacie: ks. Aleksandra Żychlińskiego, ks. Leona Pyżalskiego, ks. Pawła Smolikowskiego, ks. Eugeniusza Kuleszę. Warto także wymienić takich teologów jak: ks. Jan Balicki, abp Józef Teodorowicz, ks. Paweł Siwek. Mistyką przeżyciową w tym okresie reprezentowały: s. Faustyna Kowalska, Aniela Salawa, s. Bernardyna Jabłońska, s. Elżbieta Czacka.